# Kroatien i Eurovision Song Contest 2011
Kroatien deltog i Eurovision Song Contest 2011 i Düsseldorf, Tyskland. Landet valde artist och bidrag genom den nationella tävlingen DORA 2011, som anordnades av Hrvatska radiotelevizija (HRT). Vinnare och Kroatiens representant i Eurovision Song Contest 2011 blev Daria Kinzer med låten "Lahor".

## Tävlingsupplägg
Den nittonde upplagan av DORA ägde rum i huvudstaden Zagreb istället för i Opatija, där man har kört tävlingen tidigare år. Anledningen till flytten var att det blev billigare för HRT att anordna tävlingen i huvudstaden istället. 2011 års DORA utformades på samma sätt som Tyskland gjorde år 2010, det vill säga som en så kallad Idol-uttagning.
De som ville ställa upp i uttagningen måste vara över sexton år och måste vara kroatiska medborgare. Utöver dessa två krav fick både kända och okända personer ställa upp i DORA.
Totalt var det tolv stycken uttagningsprogram. I de första två uttagningsprogrammen fick tjugofyra personer framföra en låt vardera live (12 per uttagning). Av dessa tjugofyra gick tolv vidare till det tredje programmet där de fick framträda igen. I det fjärde programmet tävlade de sex som fick flest röster i det tredje programmet, där de två som fått minst antal röster åkte ut. I det femte och sjätte programmet åkte vardera den artist som fick minst antal röster ut, det vill säga en per program. I uttagningsprogrammen var det tittarna som fick bestämma vilka som skulle gå vidare respektive åka ut.
I finalen återstod det sedermera två artister som tävlade om att bli Kroatiens representant i ESC 2011. De två finalisterna framförde tre låtar, skrivna av kända kroatiska låtskrivare, och därefter röstade tv-tittarna och en jury fram vinnaren. Den 9 februari meddelade HRT att det är Ante Pecotic, Lea Dekleva och Boris Durdevic som har skrivit låtarna till finalen, dock släppte man inte låttitlarna vid detta tillfälle.

### Tävlande
Den 21 december 2010 meddelade HRT de tjugofyra tävlande. Dessa inkluderade två stycken wildcards.. De tävlande var:
| - Diana Heraković - Mirko Švenda-Žiga - Jelena Vanjek - Mijo Lešina - Marija Rubčić - Valentina Briški - Damir Kedžo - Doris Teur - Dora Benc - Artemija Stanić - Ivana Brkašić - Katica Marinović | - Miro Tomić - Renata Holi - Saša Lozar - Ana Eškinja - Jacques Houdek - Daria Kinzer - Tina Vukov - Mila Soldatić - Mario Sambrailo - Filip Dizdar - Manuela Svorcan - Sabrina Hebiri |

Maksim Hozić och Marina Đurović blev de två wildcardsen..
Vinnare blev Daria Kinzer med låten "Lahor".

### Fotnoter
1. ↑  http://www.eurovision.tv/page/news?id=22833&_t=43+nations+on+2011+participants+list!
2. ↑  http://www.eurosong.hr/vijesti/dora-se-iz-opatije-seli-u-zagreb
3. ↑  ”Arkiverade kopian”. Arkiverad från originalet den 10 november 2010. https://web.archive.org/web/20101110004008/http://www.esctoday.com/news/read/16214. Läst 7 november 2010.
4. 1 2  ”Arkiverade kopian”. Arkiverad från originalet den 21 november 2010. https://web.archive.org/web/20101121122307/http://esctoday.com/news/read/16247. Läst 20 november 2010.
5. ↑  ”Arkiverade kopian”. Arkiverad från originalet den 13 februari 2011. https://web.archive.org/web/20110213051028/http://esctoday.com/news/read/16703. Läst 9 februari 2011.
6. ↑  ”Arkiverade kopian”. Arkiverad från originalet den 30 december 2010. https://web.archive.org/web/20101230134812/http://www.oikotimes.com/v2/index.php?file=articles&id=9444. Läst 21 december 2010.
7. ↑  ”Arkiverade kopian”. Arkiverad från originalet den 25 december 2010. https://web.archive.org/web/20101225040938/http://www.esctoday.com/news/read/16368. Läst 21 december 2010.